# Беллетт, Жан
Жан Беллетт, в замужестве Хефлигер (англ. Jean Bellette; 25 марта 1908 — 16 марта 1991), — австралийская художница. Родилась в Тасмании и получила образование в столице штата — Хобарте; позже училась в художественной школе Джулиана Эштона в Сиднее, где её наставницей была Теа Проктор. В Лондоне практиковалась под эгидой британских художников Марка Гертлера и Бернарда Менинского.
Беллетт была известной в Сиднее модернистской художницей и единственной женщиной, получившей Премию сэра Джона Сулмана более одного раза: в 1942 году за работу For Whom the Bell Tolls и в 1944 за Iphigenia in Tauris. Стала одной из основательниц Премии Блейка, присуждаемой за религиозное искусство.
В 1935 году вышла замуж за Пауля Хефлигера — художника и критика. В 1957 году пара переехала в Мальорку; и хотя Пауль и Жан неоднократно возвращались в Австралию, они не считали её своим домом.

## Ранние годы и образование
Беллетт родилась в Хобарте 25 марта 1908 года, будучи единственным ребёнком в семье. Мать была художницей, а отец — почтмейстером. В 13 лет Жан поступила в The Friends`School, а позже перевелась в технических колледж Хобарта. Когда она переехала в Сидней, стала студенткой Художественной школы Джулиана Эштона. Её учительницей была Теа Проктор, а один из её однокурсников — Джон Пассмор — в будущем стал известным художником-импрессионистом. Её рисунки, выполненные акварелью, были представлены на студенческой выставке 1934 года, где получили положительные отзывы от The Sydney Morning Herald. Там же она познакомилась с критиком Паулем Хефлигером, за которого в 1935 году вышла замуж. Через год после свадьбы они отправились в путешествие по Европе, где учились в Вестминстерской школе искусств фигуративизму у Марка Гертлера и Бернарда Менинского. В 1938 году Беллетт и Пауль были зачислены в парижский Гранд-Шомьере.

## Карьера

### Австралия
Беллетт и Хефлигер вернулись в Австралию незадолго до начала Второй мировой войны, где провели художественную выставку в галерее Macquarie (Сидней). Там супруги вступили в Sydney Art Group, куда также входили Уильям Добелл и Рассел Дрисдейл. Беллетт регулярно устраивала выставки: как правило, персональную раз в два года и совместную каждый год. Её муж в течение 15 лет работал критиком в The Sydney Morning Herald.
В 1942 году Беллетт получила Премию сэра Джона Сулмана за картину For Whom the Bell Tolls («рус. По ком звонит колокол»). В 1944 году она удостоилась ей повторно за работу Iphigenia in Tauris («рус. Ифигения в Тавриде»); позже судья, присудивший приз, отметил, что предпочёл другую работу художницы — Electra, но она не соответствовала требованиям по размеру. Последние две работы были одними из немногих, написанных в 1940-х годах и вдохновлённых трагедиями Еврипида, Софокла и Гомера.
Картины Беллетт отличались античными сюжетами. В 1946 году они были показаны как минимум на четырёх разных выставках. Критики особо отмечали синтез «импульсивного романтизма и неторопливого классицизма», назвав это «романтически классическим» подходом. Тем не менее некоторые рецензенты полагали, что «картины повторяют одну и ту же формулу», а сама художница подвержена профессиональному выгоранию. В 1948-м она приняла участие в создание сценических декораций для пьесы Шекспира «Перикл».
В 1951 году Беллетт заняла второе место в юбилейном художественном конкурсе Содружества, уступив лишь Джеффри Смарту. В следующем году она победила на конкурсной выставке, спонсировавшейся Metro-Goldwyn-Mayer, с картиной Girl With Still Life.
Хефлигер никогда не писал критические статьи о работах жены, чтобы избежать обвинений в необъективности. Однако другие критики Herald писали отзывы о её картинах. Например, в 1950 году вышла статья о её выставке в галерее «Macquarie», где рецензент назвал её работы «одними из самых свежих, которые видел», отметив следующее: «… она чувственно и страстно использует краску, причём именно как краску, а не как цвет».
Через два года обозреватель, посетивший одну из сольных выставок Беллетт в Сиднее, написал следующее:

— Одна из немногих австралийских художниц, которая сочетает хорошую технику с красочными эмоциями. Во время рисования некоторых картин Беллетт, кажется, столкнулась с определёнными трудностями при изображении австралийских пейзажей. Яркий свет создаёт форму, но прячет цвета — проблема, характерная именно для её работ; это всё угнетает драматичность и делает настроение мрачным. Однако некоторые из пейзажей, например холмы и тучи на № 8 или пустыня на № 14, выглядят очень эффектно. Человеческие фигуры смотрятся особенно хорошо, в частности задумчивость девочек, которые размышляли о безрадостном будущем…
Оригинальный текст (англ.)is one of the few Australian artists here who combines a firm technique with a sensitive and rich emotion. In some of the lighter landscapes in this exhibition, Miss Bellette seems to have been trying to solve some of the particular difficulties of painting Australian landscapes. The clear, strong light tends to flatten the form and bleach the colour; a problem that doesn't lend itself to the dramatic tensions and dark moods that are characteristic of her work. It requires a colder and more dispassionate approach. But when she finds landscapes to her taste, such as the rugged hills and beetling clouds in No. 8, the earth decaying with erosion in No. 19, or the prickly desolation of "Rough Country", No. 14, she handles them with great skill and effectiveness. Her figure drawings are decisively drawn and firmly modelled. The girls have a pensive dignity as though they are pondering the burdens and joylessness of a future to be spent as caryatids. The still lives and the interior are admirable exercises in formal organisation, the colours being sombre yet rich.

Вместе с работами 12 австралийских художников картины Беллетт были показаны на выставке Совета по делам искусств Великобритании 1953 года в Лондоне; а позже и в других британских городах на Венецианской биеннале. Кеннет Маккензи, председатель организации, был разочарован реакцией британских критиков: они уделяли большее внимание национальной принадлежности художницы, а не её работам.
В 1955-м Беллетт помогла основать Премию Блейка, которой награждают за религиозное искусство, а также долгие годы была её судьёй.

### Майорка
В 1935 году закончился внебрачный роман Хефлигера, длившийся больше 10 лет. Он и Беллетт покинули Австралию, чтобы развестись без лишней огласки, но вскоре примирились. Они провели год в Париже и после решили поселиться на Майорке, купив дом в Дейе. В 1964 году Беллетт нарисовала Spells for Planting; эта картина была куплена Художественной галереей Нового Южного Уэльса на выставке в Мельбурне. Между тем Беллетт хоть и посещала Австралию, но почти не выставляла там свои работы: это было связано, в первую очередь, с развитием абстрактного экспрессионизма, монополией нескольких галерей и усиливавшейся дискриминацией женщин. Тем не менее ей удалось организовать несколько показов в Сиднее и Мельбурне, один из которых прошёл в 1964 году в South Yarra Gallery; её работы получили восторженные отзывы критиков: Бернард Смит написал в The Age, что «не может вспомнить похожую выставку в Мельбурне такого качества, как эта».
Беллетт и Хефлигер до конца жизни находились в Майорке и периодически ездили в Италию. В 1976 году Беллетт повредила запястье — в этом году состоялась её последняя выставка картин. Хефлигер умер в марте 1982-го, а его жена Беллетт — 16 марта 1991 года.

## Память
Беллетт завещала свой коттедж в Хилл-Энде Службе национальных парков и дикой природы с условием, что этот дом будет использоваться как место пребывания бездомных художников.
На 2016 год Беллетт является единственной женщиной, получившей Премию Сулмана два раза. В данный момент некоторые из её работ находятся в Художественной галерее Южного Уэльса, Южной Австралии, Западной Австралии и других. В 2004—2005 годах проходила крупная ретроспективная выставка, на которой были показаны работы Беллетт.